# Guri Madhi

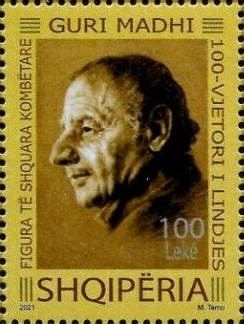
Albanische Briefmarke mit Porträt von Guri Madhi (2021)

 Guri Madhi  (* 15. Mai 1921 in Korça; † 13. Juni 1988 in Budapest/Ungarn) war ein albanischer Maler und Schauspieler.

## Leben und Wirken
Madhi wurde am 15. Mai 1921 in Korça geboren. Von seinen ersten Lebensjahren ist nicht viel bekannt. Er ging zur Schule in Korça mit einer Unterbrechung wegen des Zweiten Weltkriegs. Während des Krieges hatte er sich den kommunistischen Partisanen angeschlossen und kämpfte gegen die italienische und deutsche Besatzung. Nach dem Krieg konnte er das Abitur in seinem Heimatort abschließen. 1950 reiste er zum Studieren in die Sowjetunion. Er studierte an der Kunstakademie der UdSSR in Leningrad und erhielt dort 1956 sein Diplom.  Im Anschluss kehrte er zurück nach Albanien, wo er eine Stelle als Inspektor im Kulturministerium in Tirana annahm.
Im Jahr 1961 wurde er Lehrbeauftragter an der Nationalen Akademie für bildende Kunst (damaliger Name Instituti i Lartë i Arteve Figurative ). 1966 kam es zu einer Säuberungsaktion in Albanien (Kampf gegen die Bürokratie) im Zuge dessen Madhi 1967 aus der regierenden kommunistischen PPSH-Partei ausgeschlossen und nach Gjirokastra geschickt wurde. Dort hat er zwei Jahre in einer Kaserne arbeiten müssen. Erst 1970 konnte er wieder zurück nach Tirana. Viele Jahre lang unterrichtete er am „Jordan Misja“-Kunstschule. Er ging 1983 in Rente und war zu der Zeit einer der bekanntesten Maler seiner Generation.
Guri Madhi war auch für drei Jahre als Theaterschauspieler in Korça aktiv. Führende Rolle übernahm er im Drama „Unter den Kastanienbäumen Prags“ von Konstantin Michailowitsch Simonow und in „Der Geizige“ von Molière.
Er starb im Juni 1988 in Budapest unter weiterhin ungeklärten Umständen. Madhi war ohne Begleitung (das Regime erlaubte es nicht) für eine Schilddrüsenoperation nach Budapest gereist. Seine Familie erfuhr lediglich und ohne weitere Erläuterungen, dass er tot aufgefunden worden war.
Guri Madhi war der einzige albanische Künstler, der aus der PPSH-Partei ausgewiesen worden war und später – im Jahr 1976 – doch noch als Maler des Volkes (Piktor i Popullit) geehrt wurde.

## Werke
Guri Madhi hat vor allem in seinen früheren Perioden sehr heroische Darstellungen der albanischen Geschichte und Gegenwart gemalt. Er hatte viele Vorgaben und Aufträge von der Regierung erhalten, um den sozialistischen Realismus abzubilden. In den letzten Jahren seines Lebens ist er zu einer freieren Art des Malens übergegangen. Sein Schaffen in den Jahren 1955 bis 1988 umfasst circa 400 Gemälde.
Kunstkritiker sehen drei Perioden seines künstlerischen Lebens:
- Die Zeit nach dem Studium mit impressionistischen Einflüssen
- Einen kleinen Zeitraum 1965–1966 mit surrealistischen Einflüssen
- Die Zeit nach 1980, die er mit expressionistischer und abstrakter Malerei verbrachte

Seine Diplomarbeit von 1956 Bajram Curri an der Höhle von Dragobia bildet den Nationalheld Bajram Curri im typischen Stil des russischen Impressionismus ab. Dieses Gemälde wurde im Büro des albanischen Diktators Enver Hoxha, eines begeisterten Anhängers großer historischer Gemälde und des impressionistischen Stils, platziert. Heute befindet sich das Werk in der Guri Madhi Galerie in Korça.
Erwähnenswert auch wegen seiner Entstehung ist sein Gemälde mit dem Titel Das Treffen von 81 Parteien in Moskau, 1960, eines der bedeutendsten Gemälde des albanischen sozialistischen Realismus. Es bildet in großen Dimensionen von 265 auf 210 cm die Auseinandersetzung zwischen der Kommunistischen Partei Albaniens PPSH und den übrigen kommunistischen Führern und Parteien bei einer Konferenz in Moskau im Jahr 1960 ab. Auf der einen Seite ein überlebensgroßer, mächtiger Enver Hoxha mit den Funktionären seiner Partei und der der kommunistischen Partei Chinas, die sich damals ebenfalls von Moskau distanziert haben.  Und auf der anderen Seite Chruschtschow, Breschnew, Ulbricht und weitere kommunistische Führer, die sich mit Grauen abwenden und von den rednerischen Donnerschlägen eines Hoxhas getroffen werden. Das Gemälde wurde vom Zentralkomitee der PPSH 1973 anlässlich des dreißigsten Jahrestages der Befreiung Albaniens und der Einweihung des neuen Gebäudes der Nationalen Kunstgalerie in Auftrag gegeben. Die abgeschlossene Arbeit von Madhi wurde im November 1974 einer Kommission des Zentralkomitees präsentiert. Diese entschied, dass die Figur von Enver Hoxha nicht mächtig genug herüberkam, und gab dem Maler Zef Shoshi den Auftrag, Enver im Gemälde von Madhi zu überarbeiten, was auch erfolgte. 1978 gab es den Bruch Albaniens mit China. Daraufhin erhielt Madhi den Auftrag, die chinesische Delegation aus dem Bild zu entfernen. Diese hat der Künstler mit Farbe überdeckt. 1981 wurde der Stellvertreter und Ministerpräsident Albaniens Mehmet Shehu tot aufgefunden. Er war auf dem Gemälde an der Seite Enver Hoxhas zu sehen. Madhi erhielt erneut einen Auftrag zur Überarbeitung des Bildes, was er jedoch diesmal ablehnte, da ein solcher Schritt die Komposition komplett zerstören und das Gemälde entwerten würde. Daraufhin wurde dieses Werk aus dem Verkehr gezogen und nicht mehr der Öffentlichkeit gezeigt. Heutzutage befindet es sich in der Nationalen Kunstgalerie in Tirana.
Obwohl Guri aus Korça stammte, widmete er einen Teil seines Schaffens dem Thema Kosovo. Bereits seine Diplomarbeit stand im Zusammenhang mit dieser Gegend Europas.  Als er vom Studium nach Albanien zurückkehrte, setzte er sich mit diesem Thema weiterhin auseinander, hat die Gegend Tropoja an der Grenze zu Kosovo besucht und malerisch umgesetzt (die Grenzen zu Jugoslawien waren seit 1948 geschlossen). Es gibt viele Porträts von Kosovaren in ihre Trachten. 1978 war er für zwei Wochen künstlerisch im Kosovo tätig, und viele Grafiken wurden damals in der lokalen Presse veröffentlicht. Zusammen mit Kujtim Buzën hat er 1979 eine Ausstellung unter dem Titel Durch historische Stätten in Kosovo eröffnet. 1981 gab es erneut eine gemeinsame Ausstellung in Priština, Ferizaj und Prizren. Viele seiner Werke sind in kosovarischen Galerien zu finden.
Jahrelang musste sich Madhi den Vorgaben des Regimes unterwerfen. Er fertigte nach Aufträgen und musste selbst eigene Bilder, auf denen nackte Frauen zu sehen waren, retuschieren und mit Kleidung übermalen. Gegen Ende seines Lebens befreite sich Guri Madhi immer mehr von diesen strengen Regeln. Auch wenn er seine Bilder nicht mehr ausstellen konnte, war er mindestens in der Lage, seiner künstlerischen Tätigkeit nachzugehen.
Im Jahr 2011, 23 Jahre nach Madhis Tod, fanden seine Kinder bei einer routinemäßigen Reinigung seiner Bilder einige versteckte verbotene Gemälde, die die Diktatur mit Gefängnis bestraft hätte. Der Künstler hatte Bilder auf beiden Seiten der Leinwand gefertigt. Die verdeckte Seite zeigte vom Regime verbotene Kunst, die zum Betrachter hin sichtbare Seite war hingegen regelkonform.

## Würdigung
Guri Madhi wurde 1976 mit dem Titel Maler des Volkes (Piktor i Popullit) ausgezeichnet.
Eine bekannte Kunstgalerie in Korça trägt seinen Namen und beheimatet viele seiner Werke.